# Deroserica pulchra
Deroserica pulchra is een keversoort uit de familie bladsprietkevers (Scarabaeidae). De wetenschappelijke naam van de soort is voor het eerst geldig gepubliceerd in 1915 door Moser.